# Stelis erecta
Stelis erecta är en orkidéart som beskrevs av O.Duque. Stelis erecta ingår i släktet Stelis och familjen orkidéer. Inga underarter finns listade i Catalogue of Life.